# Confession of Pain - L'ombra del passato
Confession of Pain - L'ombra del passato (伤城S, Shang chengP) è un film del 2006 diretto da Andrew Lau e Alan Mak.

## Trama
Yau Kin-bong è un poliziotto che, dopo il suicidio della sua fidanzata, è caduto in depressione e si è rifugiato nell'alcool; l'uomo ha inoltre lasciato la polizia, diventando un investigatore privato. Tra i suoi pochi amici è presente Lau Ching-hei, felicemente sposato con Susan; il ricco padre della donna viene però ucciso in maniera estremamente cruenta, tanto da far sospettare alla giovane che in realtà l'assassino fosse qualcuno che suo padre in realtà conosceva. Susan chiede così a Kin-bong di indagare sulla vicenda, ma l'uomo arriva a una spiacevole verità: l'artefice del delitto era stato proprio Ching-hei, per vendicarsi del fatto che il padre di Susan aveva, molti anni prima, fatto uccidere la sua famiglia e corrotto la polizia locale per insabbiare la vicenda.
Nel corso delle indagini, Kin-bong inizia gradualmente a riacquistare la voglia di vivere, intraprendendo una relazione con la giovane barista Hung, con cui infine deciderà di vivere insieme; Ching-hei, invece, dopo avere ucciso il padre di Susan cerca di uccidere anche la moglie mediante una fuga di gas, che tuttavia miracolosamente si salva e finisce in coma. Pentitosi delle proprie azioni e avendo compreso di avere distrutto il nuovo inizio che era riuscito a creare con Susan, che realmente lo amava, decide così di assisterla fino al risveglio: quest'ultima, dopo aver realizzato quello che Ching-hei aveva fatto, si lascia morire. La sera stessa, dopo che Kin-bong gli ha rivelato di aver scoperto la verità, torna così accanto alla moglie defunta e, tenendole la mano, si spara alla testa, dimostrandole anche se troppo tardi il suo vero amore.

## Distribuzione
Ad Hong Kong la pellicola è stata distribuita dalla Media Asia a partire dal 21 dicembre 2006, mentre in Italia dalla Lucky Red, attraverso la propria etichetta Key Films, dal 23 luglio 2013.
L'edizione italiana dell'opera è a cura di Romina Franzini, mentre il doppiaggio è stato eseguito a Roma presso la Award Art Communication e diretto da Andrea Ward.

## Riconoscimenti
- 2006 - Weibo Awards Ceremony
  - Miglior attore a Tony Leung Chiu-Wai
  - Nomination Miglior attrice a Xu Jinglei
- 2007 - Asian Film Awards
  - Nomination Miglior fotografia a Andrew Lau, Lau Yiu-fai
- 2007 - Golden Horse Film Festival
  - Nomination Miglior Sound Designer a Kinson Tsang
- 2007 - Golden Bauhinia Awards
  - Miglior fotografia a Andrew Lau, Lau Yiu-fai
- 2007 - Hong Kong Film Critics Society Awards
  - Premio speciale della giuria
  - Nomination Miglior film a Andrew Lau, Alan Mak
  - Nomination Miglior attore a Tony Leung Chiu-Wai
  - Nomination Miglior attrice a Shu Qi
  - Nomination Miglior regia a Andrew Lau, Alan Mak
  - Nomination Miglior sceneggiatura a Felix Chong, Alan Mak
- 2007 - Hong Kong Film Awards
  - Nomination Miglior truccatore/costumista a Man Lim-chung
  - Miglior fotografia a Andrew Lau, Lau Yiu-fai
  - Nomination Miglior attore a Tony Leung Chiu-Wai
  - Nomination Miglior sceneggiatura a Felix Chong, Alan Mak
  - Nomination Miglior montaggio a Chung Chiu-wai
  - Nomination Miglior direzione artistica a Man Lim-chung
  - Nomination Miglior colonna sonora a Chan Kwong-wing